# زیست‌الهام
زیست‌الهام یا الهام زیستی (به انگلیسی: Bioinspiration) گسترش مواد، دستگاه‌ها و ساختارهای جدید الهام‌گرفته از راه‌حل‌های موجود در تکامل و پالایش زیست‌شناختی است که در طی میلیون‌ها سال رخ داده است. هدف، بهبود مدل‌سازی و شبیه‌سازی سیستم زیست‌شناختی برای دستیابی به درک بهتری از ویژگی‌های ساختاری حیاتی طبیعت، مانند بال، برای کاربرد طرح‌های الهام‌گرفته زیست‌شناختی در آینده است. الهام‌بخشی زیستی با زیست‌تقلید متفاوت است، زیرا هدف دوم شبیه‌سازی دقیق طرح‌های مواد زیست‌شناختی است. پژوهش‌های الهام زیستی، بازگشتی به خاستگاه‌های سنتی علم است: این حوزه مبتنی بر مشاهده کارکردهای چشمگیری است که ویژگی موجودات زنده و تلاش برای انتزاع و تقلید آن کارکردها است.

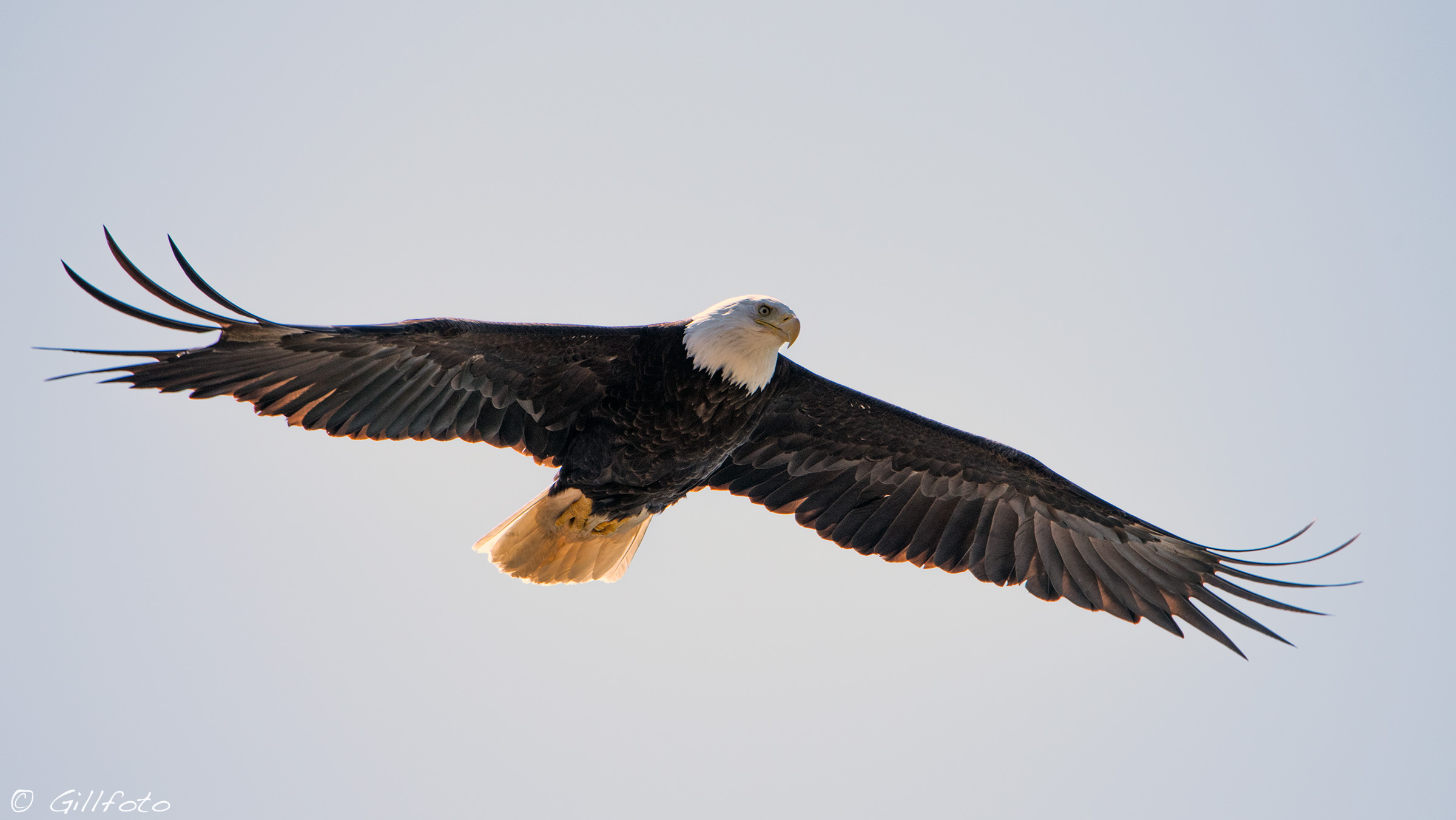
سرِ بال‌های عقاب
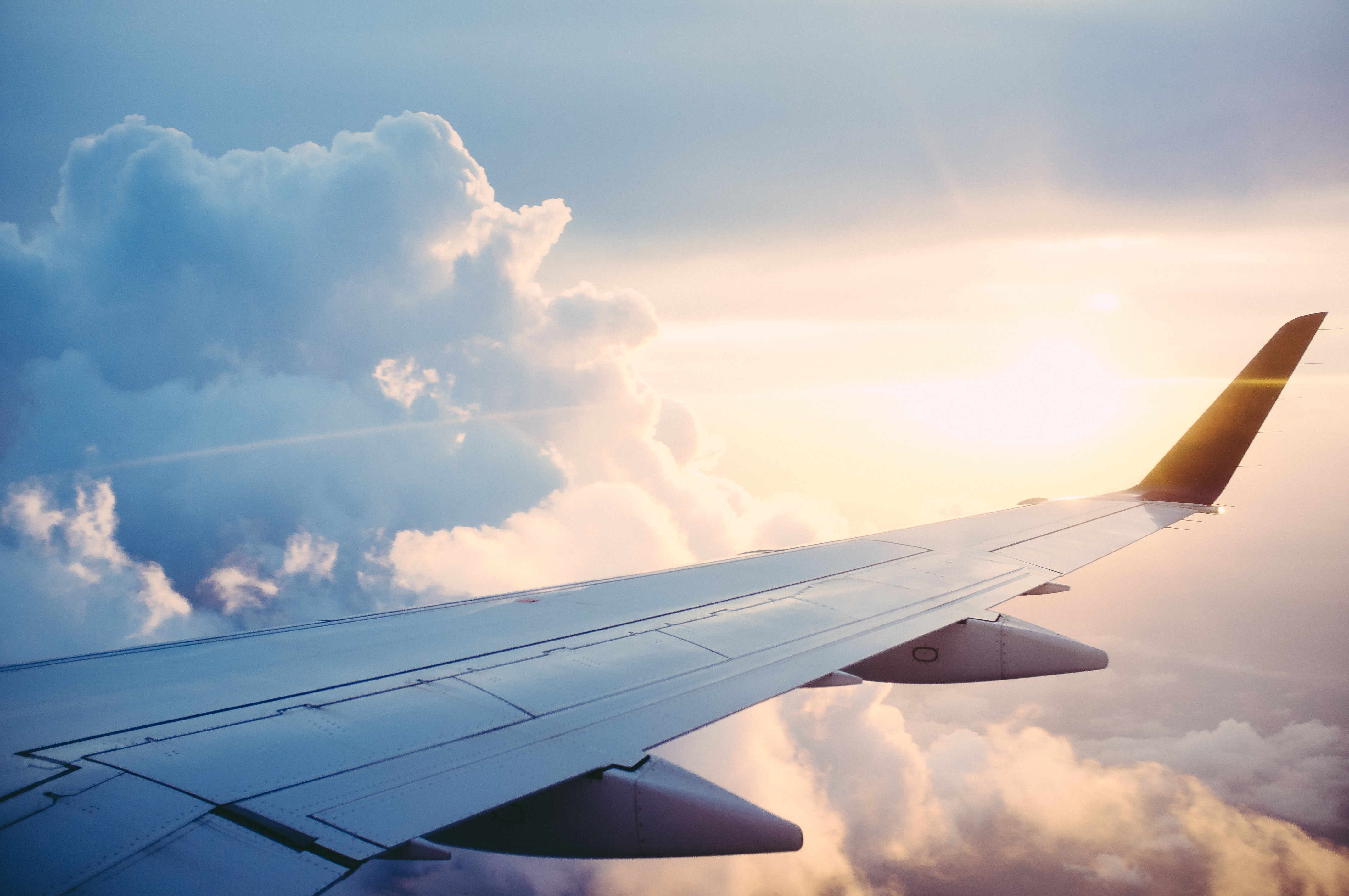
سرِ بال هواپیما